# میگل آنخل نادال
میگل آنخل نادال فوتبالیست بازنشسته و مربی اهل اسپانیا است. او سابقهٔ حضور در فینال لیگ قهرمانان اروپا به‌همراه تیم بارسلونا را در سال ۱۹۹۲ همچنین قهرمان جام یوفا در سال ۱۹۹۶ و سوپرکاپ اروپا در سالهای ۱۹۹۲ و ۱۹۹۷ را در کارنامه خود دارد.
او در سال‌های ۱۹۹۱، ۱۹۹۲، ۱۹۹۳، ۱۹۹۷ و ۱۹۹۸ به همراه بارسلونا، قهرمان اسپانیا شد. او یک بار نیز در سال ۲۰۰۲ با تیم مایورکا قهرمان جام حذفی اسپانیا شد. وی هم‌چنین سابقهٔ حضور در تیم ملی اسپانیا را به عنوان بازیکن داشته‌است، وی عموی رافائل نادال تنیسور معروف اسپانیائیست.